# Willen Dick
Willen Dick (... – 1947) è stato un saltatore con gli sci cecoslovacco.

## Palmarès

### Mondiali
- Oro a Johannisbad 1925 nel salto con gli sci.
- Argento a Cortina d'Ampezzo 1927 nel salto con gli sci.